# ATI Radeon HD 4000
ATI Radeon HD 4000 je řada grafických karet postavená na jádře R700 společnosti AMD, která byla představena 25. června 2008. To byly vydány karty založeny na jádru R770 (HD 4850 a HD 4870). Nejvyšší model HD 48x0 X2 má jádro označené R700 (2xRV770), nižší modely mají jádra RV710, RV730, RV740 nebo RV770. Umisťují se do slotu PCI-E 2.0 16x (je kompatibilní s verzí 1.1). Jádro podporuje DirectX 10.1, Shader model 4.1 a OpenGL 3.0. Jména pro grafické karty se volí podle vzoru Radeon HD 4xx0, například HD 4350, HD 4670, HD 4850, atd.

## Popis

### PCB
Na PCB najdeme GPU variantu R700, grafickou paměť DDR2 - GDDR5, napájecí obvody, výstupy (DVI, HDMI, …), sběrnici PCI-Express pro komunikaci se základní deskou a další součástky.
- Grafický čip R700
  - Čip obsahuje 5D unifikované shadery, ROP a TMU jednotky, řadič paměti a další součásti.
  - Vyráběný u TSMC.

### Multimédia
Čip UVD2 je impletován v GPU R700 a díky tomu je možnost akcelerace MPEG-2, H.264/MPEG-4 AVC and VC-1 s minimální zatížením CPU

### Podpora
Podporuje DirectX 10.1, Shader model 4.1 a OpenGL 3.0. A umisťuje se do slotu PCI-E 2.0 16x (je kompatibilní s verzí 1.1). Dále podporuje CrossFireX, který umožňuje zapojení až 4 čipů a teoreticky zvýšení výkonu až 4x, ale běžně to je zhruba do 2,5x.

### Obchodní trh
Stále platí započatá agresivní politika pro dosažení, co nejnižších cen a co nejvyššího poměru výkon/cena. AMD se snaží díky tomu, získat větší část trhu.

### Modely
- Nižší třída
  - HD 4350
  - HD 4550
- Nižší střední třída
  - HD 4650
  - HD 4670
- Střední třída
  - HD 4730
  - HD 4770
  - HD 4830
- Vyšší střední třída
  - HD 4850
  - HD 4870
  - HD 4890
- Nejvyšší třída
  - HD 4850 X2
  - HD 4870 X2

## Řady

### HD 4350 a HD 4550
Grafiky určené do HTPC a kanceláří, případně na nenáročné hraní starších her. Díky stavbě čipu nepodává velký 3D výkon, přesto stačí na akceleraci videí a zobrazování standardních 2D/3D scén. Čip RV710 obsahuje 80 5D unifikovaných shaderů, dále 8 TMU jednotek a 4 ROP jednotky. Díky limitu 64bitové sběrnice a propustnosti, nejde čekat vysoký výkon paměťové části. Výrobci dávají, jak pasivní, tak aktivní chladiče, díky spotřebě okolo 25 W. Dodává se buďto s 256 nebo 512 MB paměti. Hlavní rozdíl mezi HD 4350 a HD 4550 je v použitých pamětech DDR2/DDR3. Konkurence od NVIDIE je GeForce 9500 a 9400.

### HD 4600
Řada mířená do střední/nižší třídy, patří sem HD 4650 a HD 4670. Výkon je dostačující pro nenáročné hraní moderních titulů. Čip RV730 obsahuje 320 5D unifikovaných shaderů, dále 32 TMU jednotek a 8 ROP jednotek. Najdete zde méně limitující 128bitové sběrnici, na výkon čipu stačí bohatě. Výrobci dávají, jak pasivní, tak aktivní chladiče a to díky spotřebě okolo 65 W. Dodává se buďto s 0,5 nebo 1 GB paměti. Rozdíl mezi HD 4650 a HD 4670 je v použitých pamětech DDR2/DDR3 a taktů GPU 600/750 MHz. Konkurence od NVIDIE je GeForce 9600 a 9500.

### HD 4700
Řada HD 4700 má 2 jádra RV740 XT a RV770 CE. RV740 XT je použita u HD 4770. RV770 CE je použita u HD 4730. RV740 XT má menší 40 nm nanotechnologii, vyrábí se u TSMC. Obsahuje 125 5D unifikovaných shaderů. HD 4770 bude mít 80 W spotřebu, to je 5 W víc než může dodat PCI-E slot x16 2.0, proto má přídavné napájení. HD 4730 staví na RV770, které je "ořezáno". Obsahuje 125 5D unifikovaných shaderů.

### HD 4800
Řada střední/vyšší třída, která dostačuje výkonem na většinu potřeb náročných lidí. Anti-aliasing (vyhlazování hran), vysoká kvalita textur, to všechno zvládá tato řada a pak hlavně nejvyšší model Radeon HD 4870. Ale není to TOP řady HD 4000. Čip RV770 obsahuje 640 nebo 800 5D unifikovaných shaderů, dále 32 nebo 40 TMU jednotek a 16 ROP jednotek. 256bitové sběrnici sekunduje buďto GDDR3 nebo GDDR5, v případě GDDR5 se dostáváme i přes pouze 256bitovou sběrnici přes 100GB/s, což je dostatečná propustnost. Výrobci dávají pouze aktivní (v nezatíženém stavu může běžet pouze na pasivní chlazení) chladiče. Spotřeba je od 100 do 190 W podle daného modelu. Dodává se buďto s 0,5 nebo 1 GB paměti. Konkurence od NVIDIE je GeForce 9800 a GTX260.

### HD 4800 X2
Nejvyšší řada a taky nejvýkonnější. Jde o zapojení buďto HD 4850 nebo HD 4870 do CrossFireX na jednom PCB (tištěném spoji), díky tomu může dosahovat až 2x většího výkonu než buďto jedna HD 4850 nebo HD 4870. Dodává se s 1 (2x0,5) nebo 2 (2x1) GB paměti. Na kartě najdete 2 čipy a ty obsahují 1600 (2x800) 5D unifikovaných shaderů, dále 80 (2x40) TMU jednotek a 32 (2x16) ROP jednotek. 256bitové sběrnici sekunduje buďto GDDR3 nebo GDDR5, každý čip má vlastní paměť. Výrobci dávají pouze aktivní chladiče. Spotřeba je 270 W. Konkurence od NVIDIE je GeForce GTX285 a GTX295. Díky zpoždění a problémům s 40nm procesem, bude možná vydána verze HD 4890 X2, ale bude se jednat o nereferenční modely.

### HD4770
- Gigabyte Radeon HD 4770: za málo peněz hodně muziky Archivováno 26. 4. 2009 na Wayback Machine.
- Radeon HD 4770 v detailu
- ATI Radeon HD 4770 – aktuální informace, modely, výkon, ceny a dostupnost